# 마르마리스

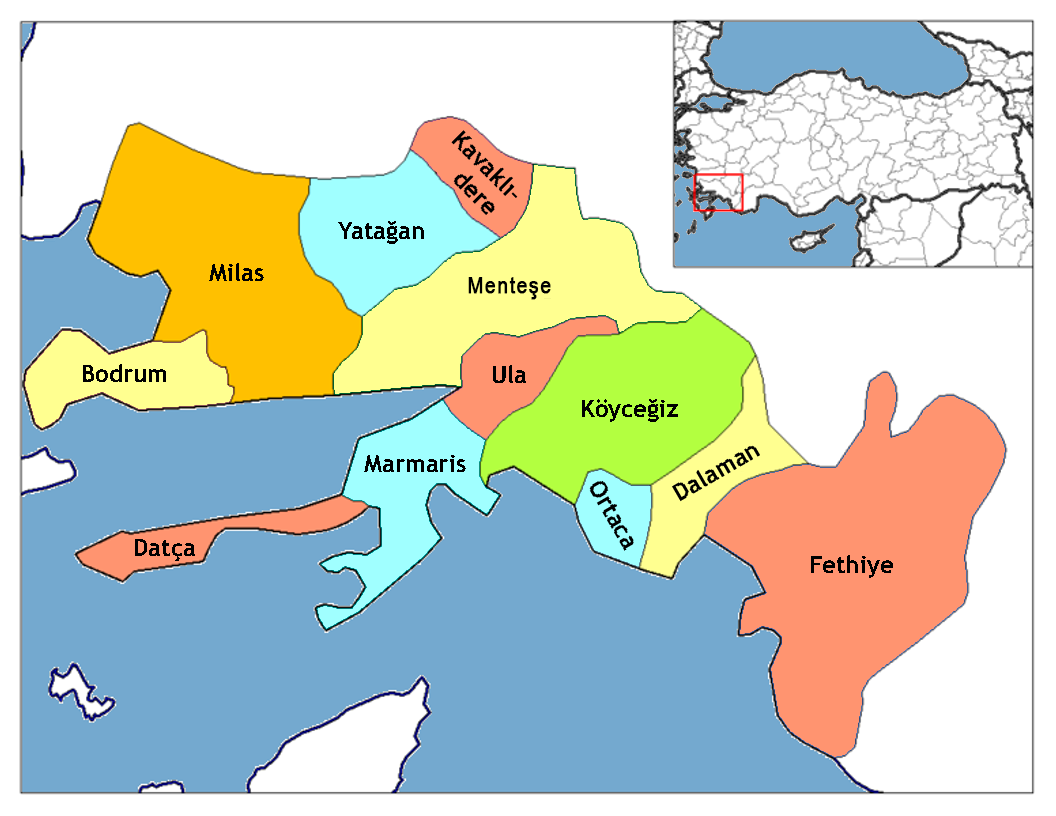
마르마리스의 위치

마르마리스(튀르키예어: Marmaris)는 터키 남서부에 위치한 물라주의 도시로, 면적은 295km2, 인구는 36,180명(2009년 기준)이다. 주요 산업은 관광업이며 그리스 로도스섬을 연결하는 페리가 운행된다.

## 역사
언제 건설되었는지는 확실하지 않지만 기원전 6세기에 건설된 퓌스코스(그리스어: Φύσκος, Physkos)로 알려져 있었고 고대 도시 카리아의 일부로 추정된다. 역사가 헤로도토스의 기록에 따르면 기원전 3000년부터 마르마리스에 요새가 있었다고 전해진다. 헬레니즘 시기 때 알렉산더 대왕의 침략으로 인해 요새는 포위되었다. 당시 600명에 달했던 마을 주민들은 군대에 대항하는 것을 포기하고 요새 안에 있던 귀중품을 모두 태웠으며 여성들, 아이들과 함께 언덕으로 도망쳤다. 한편 요새의 전략적인 중요성을 인지하고 있던 침략자들은 귀환 전의 병사 200~300명을 수용하기 위해 요새를 수리했다. 15세기 중순 오스만 제국의 술탄 메흐메트 2세가 아나톨리아의 민족과 왕족들을 1개 군대로 통일하고 정복하는 데에 성공했지만 도데카네스 제도를 점령하고 있던 로도스 기사단에게는 위협이 되었고 로도스섬을 중심으로 오스만 제국과 싸우게 된다. 1522년 오스만 제국의 술탄 술레이만 1세가 요새를 재건하면서 로도스섬 원정이 시작되었고 이 때부터 군사적 요충지가 된다.

## 기후
| Marmaris의 기후          | Marmaris의 기후 | Marmaris의 기후 | Marmaris의 기후 | Marmaris의 기후 | Marmaris의 기후 | Marmaris의 기후 | Marmaris의 기후 | Marmaris의 기후 | Marmaris의 기후 | Marmaris의 기후 | Marmaris의 기후 | Marmaris의 기후 | Marmaris의 기후 |
| 월                       | 1월             | 2월             | 3월             | 4월             | 5월             | 6월             | 7월             | 8월             | 9월             | 10월            | 11월            | 12월            | 연간            |
| ------------------------ | --------------- | --------------- | --------------- | --------------- | --------------- | --------------- | --------------- | --------------- | --------------- | --------------- | --------------- | --------------- | --------------- |
| 역대 최고 기온 °C (°F)   | 21.0 (69.8)     | 24.0 (75.2)     | 28.4 (83.1)     | 31.0 (87.8)     | 36.0 (96.8)     | 42.2 (108.0)    | 43.1 (109.6)    | 42.6 (108.7)    | 40.7 (105.3)    | 39.0 (102.2)    | 31.6 (88.9)     | 22.2 (72.0)     | 43.1 (109.6)    |
| 일평균 최고 기온 °C (°F) | 15.1 (59.2)     | 15.3 (59.5)     | 17.6 (63.7)     | 20.9 (69.6)     | 25.9 (78.6)     | 31.4 (88.5)     | 34.5 (94.1)     | 34.3 (93.7)     | 30.8 (87.4)     | 25.9 (78.6)     | 20.4 (68.7)     | 16.4 (61.5)     | 24.0 (75.3)     |
| 일평균 최저 기온 °C (°F) | 7.0 (44.6)      | 7.0 (44.6)      | 8.6 (47.5)      | 11.5 (52.7)     | 15.6 (60.1)     | 20.1 (68.2)     | 23.1 (73.6)     | 23.2 (73.8)     | 20.0 (68.0)     | 15.8 (60.4)     | 11.4 (52.5)     | 8.5 (47.3)      | 14.3 (57.8)     |
| 역대 최저 기온 °C (°F)   | −2.4 (27.7)     | −3.4 (25.9)     | −1.2 (29.8)     | 1.4 (34.5)      | 8.0 (46.4)      | 12.5 (54.5)     | 16.8 (62.2)     | 16.7 (62.1)     | 12.8 (55.0)     | 5.5 (41.9)      | 1.4 (34.5)      | −1.0 (30.2)     | −3.4 (25.9)     |
| 평균 강수량 mm (인치)    | 230.7 (9.08)    | 170.0 (6.69)    | 120.8 (4.76)    | 61.1 (2.41)     | 27.8 (1.09)     | 15.3 (0.60)     | 23.4 (0.92)     | 7.9 (0.31)      | 24.5 (0.96)     | 80.9 (3.19)     | 180.4 (7.10)    | 289.9 (11.41)   | 1,232.7 (48.52) |
| 평균 강우일수            | 13.7            | 11.9            | 9.4             | 7.7             | 4.4             | 2.7             | 1.9             | 1.0             | 2.1             | 5.5             | 9.1             | 13.6            | 83              |
| 평균 월간 일조시간       | 127.1           | 137.2           | 192.2           | 222             | 285.2           | 324             | 344.1           | 328.6           | 273             | 217             | 144             | 111.6           | 2,706           |
| 출처:                    |                 |                 |                 |                 |                 |                 |                 |                 |                 |                 |                 |                 |                 |